# Wintel
Wintel is de aanduiding voor een computer die gebruikmaakt van Intel x86-compatible processors met het Windows-besturingssysteem. De naam is een samentrekking van Windows en Intel.
In strikte zin refereert "Wintel" alleen naar computers met het Windows-besturingssysteem en een Intel-processor. Wintel wordt tegenwoordig gebruikt voor elke moderne x86-compatibele processor, die zowel door een fabrikant als Intel of AMD wordt gefabriceerd. Systemen die onder Microsoft Windows draaien maar met een andere architectuur, zoals Itanium of ARM, worden niet gerekend als Wintel-systemen.